# A.B.A
A.B.A (アバ Aba?) es un personaje ficticio perteneciente a la serie de videojuegos de Guilty Gear. Su primera aparición fue en la versión para PlayStation 2 de Guilty Gear Isuka (A.B.A no aparece en la versión arcade del juego). A partir de ahí ha sido incluida en las siguientes entregas de las saga.

## Historia
A.B.A es una forma de vida artificial creada por un científico en una gran mansión llamada "Frasco" situada en lo alto de una montaña, en donde tenía todo lo necesario para poder sobrevivir. Justo cuando A.B.A estaba a punto de abrir los ojos, el científico fue llamado por el ejército el cual lo requería por sus habilidades. Cuando A.B.A despertó se encontró sola en la enorme mansión y vivió los siguientes 10 años de su vida en completa soledad. Salir de Frasco no era imposible para ella, sin embargo se sentía incompleta y sentía que solo podía vivir dentro de la mansión. Su única distracción era coleccionar llaves pues estas representaban una abertura a un nuevo mundo que algún día podría explorar. Eventualmente se cansó de su soledad y se decidió a salir al mundo exterior.
Un día, vagando en el exterior, se topó con una antigua reliquia conocida como "Flament Nagel" y A.B.A quedó encantada con ella, fue amor a primera vista pues la reliquia tenía forma de una llave gigante. A.B.A decidió quedársela y la renombró como "Paracelsus" Decidió que su nuevo objetivo sería encontrarle un cuerpo artificial a su nuevo compañero.